# Tsesarevitj

Det kejserliga standaret tillhörande Tsesarevitj.

Tsesarevitj (ryska: цесаревич) var titeln på tronarvinge i Kejsardömet Ryssland. Den antingen föregick eller ersatte förnamnet och patronymikon.

## Användning
Den blandas ofta ihop med "tsarevitj", som är ett distinkt ord med en annan innebörd: Tsarevitj bars av alla söner till en tsar, inklusive ättlingar till icke-ryska ledare såsom khanerna (tsarer) av Kazan, Kasimov och Sibirien efter att dessa khanat hade erövrats av Ryssland. Vanligtvis fanns det endast en tsesarevitj åt gången (ett undantag var Storfursten Konstantin Pavlovitj, som bar titeln fram till sin död även om lagen gav den till hans brorson), och titeln användes bara i Ryssland. 
Titeln kom att användas i kombination med den formella benämningen "arvtagare" (ryska: наследник), som i "Hans Kejserliga Höghet Arvtagaren Tsesarevitj och Storfurste". Hustrun till en tsesarevitj kallades för tsesarevna (ryska: цесаревна).

## Historia
1721 slutade Peter den store att använda titeln "tsar" till förmån för imperator (kejsare), varpå titeln tsarevitj (och "tsarevna", burna på livstid av Ivan V:s döttrar) föll i glömska. Kejsarens döttrar benämndes hädanefter som "tsesarevna" (Peter hade vid tillfället ingen son). När Peter III besteg tronen 1762 kreerade han den nya titeln tsesarevitj för sin ende son Pavel Petrovitj, som därmed blev den först av nio Romanovarvtagare att bära den. Men vid tiden för titelns utnämning var Pavel visserligen erkänd som Peters legitime om än inte som hans legale arvtagare. Inte heller skulle han komma att bli officiellt erkänd som sådan av sin mor, Katarina den stora, vid hennes övertagande av tronen.
Pavel var internationellt mer känd under sin andra titel "Storfurste", vilken föregick tsesarevitj och som var en kvarleva från Rurikdynastins dagar innan storfurstarna av Moskvariket antog titeln tsar. När Paul I besteg tronen 1796 utnämnde han genast sonen Aleksandr Pavlovitj till tsesarevitj och titeln lagfästes 1797 såso den officiella titeln för tronarvingen. 1799 gav Paul I titeln tsesarevitj till sin andre son Konstantin Pavlovitj, som märkligt nog behöll titeln efter att han hade avsagt alla tronanspråk 1825 till förmån för sin yngre bror Nikolaj I.
Därefter bar äldste sonen till alla ryska kejsare titeln fram till 1894, då Nikolaj II förlänade den till sin bror Storfurste George Alexandrovitj, med tillägget att utnämningen skulle upphöra vid födelsen av en son till Nikolaj. När George dog 1899 förlänade inte Nikolaj titeln till sin äldste överlevande bror Michail Aleksandrovitj, trots att Nikolajs ende son inte skulle komma att födas förrän om fem år. Den sonen, Aleksej Nikolajevitj (1904–1918), blev kejsardömet Rysslands siste tsesarevitj.

### Tsesarevitj av Ryssland
| Porträtt | Namn                                                     | Arvinge till  | Födelse           | Utnämnd till tronarvinge | Utnämnd till Tsesarevitj | Upphörde att vara Tsesarevitj   | Död             | Tsesarevna                                                         |
| -------- | -------------------------------------------------------- | ------------- | ----------------- | ------------------------ | ------------------------ | ------------------------------- | --------------- | ------------------------------------------------------------------ |
|          | Tsesarevitj Pavel Petrovitj senare Paul I                | Katarina II   | 1 oktober 1754    | 9 juli 1762              | 7 januari 1762           | 17 november 1796 blev Kejsare   | 24 mars 1801    | Wilhelmina Louisa av Hessen-Darmstadt Sofia Dorotea av Württemberg |
|          | Tsesarevitj Alexander Pavlovitj senare Alexander I       | Paul I        | 23 december 1777  | 17 november 1796         | 28 november 1796         | 24 mars 1801 blev Kejsare       | 1 december 1825 | Louise av Baden                                                    |
|          | Tsesarevitj Konstantin Pavlovitj                         | Alexander I   | 8 maj 1779        | 24 mars 1801             | 8 november 1799          | 27 juni 1831                    | 27 juni 1831    | Juliane av Sachsen-Coburg-Saalfeld                                 |
|          | Tsesarevitj Alexander Nikolajevitj senare Alexander II   | Nikolaj I     | 29 april 1818     | 1 december 1825          | 10 september 1831        | 2 mars 1855 blev Kejsare        | 13 mars 1881    | Marie av Hessen-Darmstadt                                          |
|          | Tsesarevitj Nikolaj Alexandrovitj                        | Alexander II  | 20 september 1843 | 2 mars 1855              | 2 mars 1855              | 24 april 1865                   | 24 april 1865   |                                                                    |
|          | Tsesarevitj Alexander Alexandrovitj senare Alexander III | Alexander II  | 10 mars 1845      | 24 april 1865            | 24 april 1865            | 13 March 1881 blev Kejsare      | 1 november 1894 | Dagmar av Danmark                                                  |
|          | Tsesarevitj Nikolaj Alexandrovitj senare Nikolaj II      | Alexander III | 18 maj 1868       | 13 mars 1881             | 13 mars 1881             | 1 november 1894 blev Kejsare    | 17 juli 1918    |                                                                    |
|          | Tsesarevitj George Alexandrovitj                         | Nikolaj II    | 9 maj 1871        | 1 november 1894          | 1 november 1894          | 10 juli 1899                    | 10 juli 1899    |                                                                    |
|          | Tsesarevitj Aleksej Nikolajevitj                         | Nikolaj II    | 12 augusti 1904   | 12 augusti 1904          | 12 augusti 1904          | 15 mars 1917 Monarkin avskaffad | 17 juli 1918    |                                                                    |

### Tsesarevna av Ryssland
Hustrun till en tsesarevitj bar titeln Tsesarevna (ryska: Цесаревна) – Storfurstinna. Peter den stores döttrar Elisabet av Ryssland (1709-1762), Anna Petrovna (1708-1728) och Natalja Petrovna (1718-1725) bar titeln som inte ska blandas ihop med tsarevna vilken applicerades på alla tsardöttrar.
Många prinsessor från Västeuropa, som konverterade till rysk-ortodoxa kyrkan och följaktligen ändrade sina namn, fick patronymikonet Fjodorovna men inte på grund av att deras fäder bar namnet "Theodore" utan som en allegorisk hyllning till ätten Romanovs skyddshelgon Theotokos av St. Theodore.
| Porträtt | Namn                                              | Fader                                                             | Född             | Giftermål       | Blev Tsesarevna | Upphörde att vara Tsesarevna | Död             | Make                                |
| -------- | ------------------------------------------------- | ----------------------------------------------------------------- | ---------------- | --------------- | --------------- | ---------------------------- | --------------- | ----------------------------------- |
|          | Maria Alexandrovna född Marie av Hessen-Darmstadt | Ludvig II av Hessen-Darmstadt (Hessen-Darmstadt)                  | 8 augusti 1824   | 28 april 1841   | 28 april 1841   | 2 mars 1855 blev Kejsarinna  | 3 juni 1880     | Tsesarevitj Alexander Nikolajevitj  |
|          | Maria Fjodorovna född Dagmar av Danmark           | Kristian IX av Danmark (Schleswig-Holstein-Sonderburg-Glücksburg) | 26 november 1847 | 9 november 1866 | 9 november 1866 | 13 mars 1881 blev Kejsarinna | 13 oktober 1928 | Tsesarevitj Alexander Alexandrovitj |

## Senare
Efter att ha gjort anspråk på den ryska kejsartronen 1924 utnämnde Storfurste Kirill Vladimirovitj av Ryssland sin son Vladimir Kirillovitj av Ryssland till Tsesarevich. Sedan 1997 har titeln innehafts av Vladimirs dotterson George Mikhailovitj Romanov, vars mor Maria Vladimirovna av Ryssland förlänade honom titeln i kraft av tronpretendent.
Ända till slutet av ryska kejsardömet fortsatte de flesta ryssar och andra att hänvisa till monarken som "tsar". Kanske var det av den orsaken som titeln tsesarevich var mindre vanlig att applicera på tronarvingen än både tsarevitj och storfurste.